# Congiuntivo passato
Il congiuntivo passato è una forma verbale della lingua italiana generalmente usata per indicare passati o conclusi, visti come non reali o non obiettivi o non rilevanti (Tutti pensano che io sia andata via).

## Coniugazione del congiuntivo passato
Questa forma verbale si coniuga combinando le forme del congiuntivo presente degli ausiliari avere (a) o essere (b) con il participio passato del verbo in questione:
|                                                               | 1ª persona singolare che io | 2ª persona singolare che tu | 3ª persona singolare che egli, ella | 1ª persona plurale che noi | 2ª persona plurale che voi | 3ª persona plurale che essi, esse |
| (a) Verbi coniugati con il verbo ausiliare avere Es.: parlare | Abbia parlato               | abbia parlato               | abbia parlato                       | abbiamo parlato            | abbiate parlato            | abbiano parlato                   |
| (b) Verbi coniugati con il verbo ausiliare essere Es.: andare | Sia andato/a                | sia andato/a                | sia andato/a                        | siamo andati/e             | siate andati/e             | siano andati/e                    |

Per quanto riguarda il resto, la coniugazione segue le particolarità del passato prossimo.

## Uso del congiuntivo passato nella frase secondaria
Viene di solito usato nella frase secondaria introdotta dal presente indicativo delle forme verbali come credere, pensare, sperare, supporre:
- Credo che ormai i pacchi siano arrivati.
- Pensate che qui, ieri sia piovuto?
- Spero proprio che Ida  abbia sostenuto l'esame.
- Suppongo che tu abbia finito.

La sua funzione è quella di esprimere anteriorità temporale e aspetto compiuto rispetto al momento presente indicato nella frase principale.
Il congiuntivo passato prende inoltre il posto del passato prossimo nelle subordinate introdotte da congiunzioni come senza che, prima che, nonostante, malgrado, a meno che, a condizione che:
- Rocco parte senza che io abbia potuto salutarlo.
- Rocco ha paura dell'esame malgrado/nonostante abbia studiato parecchio.
- Ti prego di iniziare quel lavoro, a meno che tu non l'abbia già fatto.
- Si accettano tutti i cani, a condizione che  siano stati vaccinati almeno un mese prima del loro arrivo.

Il congiuntivo passato si distingue dal congiuntivo imperfetto per il fatto di non poter essere usato in costruzioni dove il verbo della principale è al passato. Un costrutto introdotto con pensavo che oppure speravo che richiede infatti il congiuntivo imperfetto (o trapassato).
Nel complesso, l'uso del congiuntivo passato rispecchia quello degli altri tempi di questo modo (in base alle regole della concordanza dei tempi), anche se con singole restrizioni dovute alle sue caratteristiche temporali. Ad esempio, è assai difficile che occorra nelle subordinate finali (introdotte da perché oppure affinché), o in quelle consecutive (introdotte da in modo che).
Tra le varie forme del congiuntivo, è quella che meno si presta ad indicare una volontà o desiderio.

## Uso del congiuntivo passato nella frase principale
Nella frase principale, l'uso di questa forma è assai raro e si limita soprattutto all'espressione di un dubbio formulato sotto forma di domanda:
- Sento qualcuno salire le scale: che Rocco sia già arrivato?

L'espressione di una volontà è invece, con l'uso del congiuntivo passato, assai improbabile. Nei toni spenti del costrutto irreale, perfino il congiuntivo trapassato ed il congiuntivo imperfetto si adattano meglio del congiuntivo passato ad indicare una volontà o desiderio:
- Se tu fossi già arrivato!
- Se tu fossi già qui!

## Altre lingue

### Francese e spagnolo
Nelle lingue romanze, la forma del congiuntivo passato ha funzioni analoghe, che solitamente emergono nella secondaria introdotta dalla principale al presente.
In francese, avremo come in italiano due ausiliari, avoir e être. Per il verbo aller, il subjonctif passé sarà questo:
- que je sois allé(e)
- que tu sois allé(e)
- qu' il/elle soit allé(e)
- que nous soyons allé(e)s
- que vous soyez allé(e)s
- qu' ils/elles soient allé(e)s

Dato che l'ausiliare è essere, le forme del participio vanno accordate. Ad esempio, si dirà:
- J'aime bien que vous soyez venus me visiter.
- Mi fa piacere che siate venuti a trovarmi.
- Je doute qu'elle soit arrivée.
- Dubito che lei sia arrivata.

Per quanto riguarda lo spagnolo, la forma il pretérito perfecto del subjuntivo si forma con il verbo avere come tutti i tempi composti. Per il verbo andare, in spagnolo ir, si avrà:
- que yo haya ido
- que tú hayas ido
- que él haya ido
- que nosotros hayamos ido
- que vosotros hayáis ido
- que ellos hayan ido.

Ad esempio:
- Me alegro que hayas venido.
- Mi fa piacere che tu sia venuto/a.
- Dame una señal cuando hayas terminado el trabajo.
- Fammi un segno quando avrai finito il lavoro.

Il secondo esempio mette in luce la maggior predisposizione dello spagnolo ad indicare un evento futuro con il congiuntivo.

### Tedesco ed inglese
Nella lingua tedesca, si usano due ausiliari per ottenere la forma composta del Konjunktiv I. Per gehen, che corrisponde ad andare, abbiamo
- ich sei gegangen
- du seiest gegangen
- er sei gegangen
- wir seien gegangen
- ihr seiet gegangen
- sie seien gegangen

La forma si usa nella secondaria per formare il discorso indiretto con anteriorità temporale rispetto alla principale. Ad esempio, si veda il seguente esempio di discorso diretto (pronunciato da Tom):
- Wir waren gestern im Schwimmbad. ('Ieri siamo stati in piscina').

Riportato al discorso indiretto, l'enunciato sarà
- Tom erzählt, dass sie gestern im Schwimmbad gewesen seien ('Tom dice che loro sono stati in piscina').

La costruzione non cambia se la principale è al passato, che sia essa al presente oppure al passato:
- Tom erzählte, dass sie gestern im Schwimmbad gewesen seien ('Tom ha detto che loro erano stati in piscina').

Per quanto riguarda la lingua inglese, una forma indicabile come subjunctive perfect si distingue dalla forma corrispondente dell'indicativo soltanto alla terza persona: (that he have done al posto di that he has done). Questo tempo verbale è logicamente e grammaticalmente possibile, ma è raro nell'inglese moderno, sicché viene in genere ignorato.